# Hipòdrom

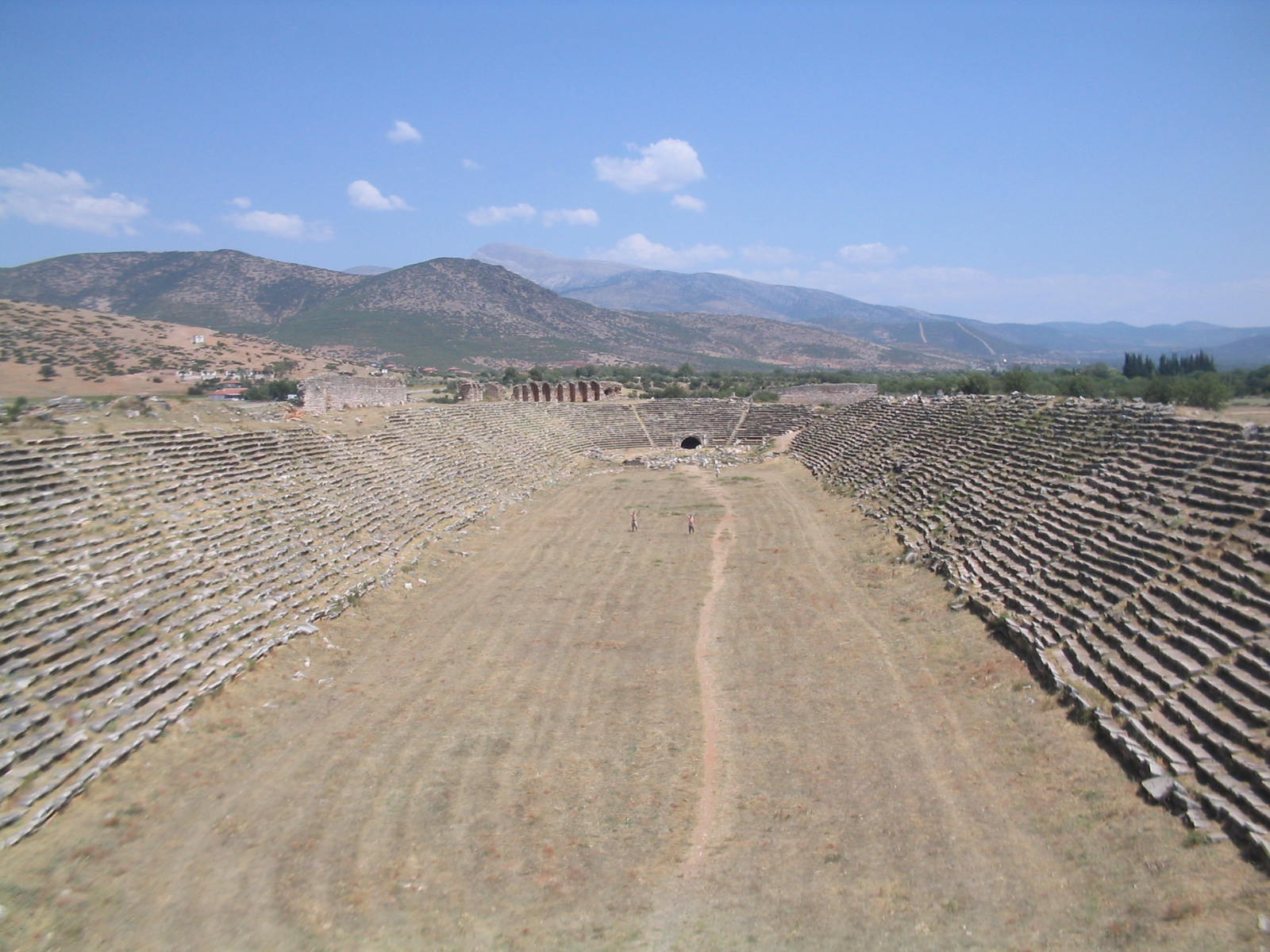
Hipòdrom de l'antiguitat : Afrodisia, Turquia.

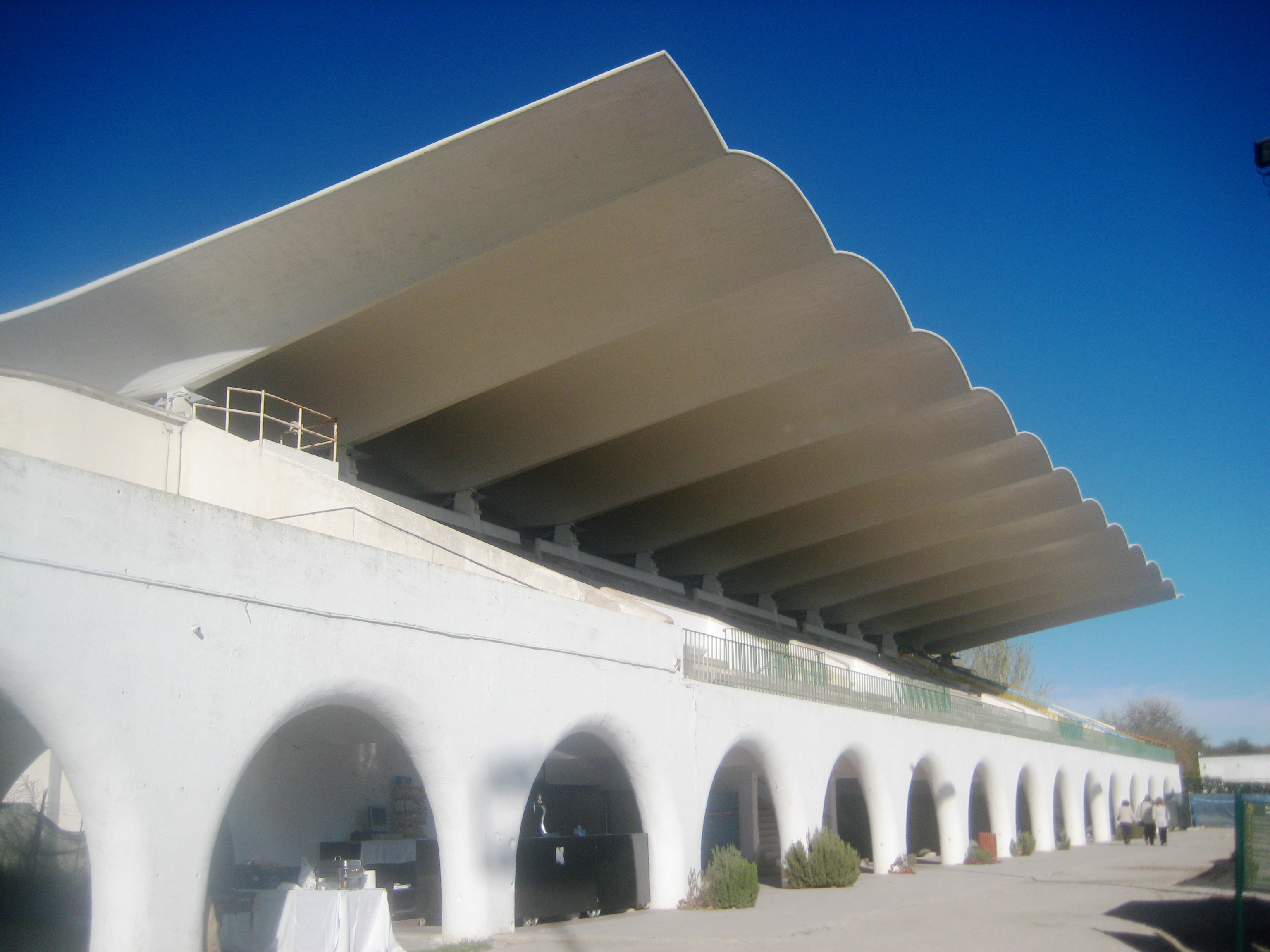
Hipódromo de la Zarzuela

Hipòdrom (Hippodromus) fou el nom donat pels grecs al lloc amb condicions apropiades per celebrar curses de cavalls, tant de carros com de cavalls sols; aquestes curses formaven part de la majoria dels jocs grecs. El nom es va aplicar també a les curses mateixes.

## Hipòdrom de l'antiguitat
- Hipòdrom de Constantinoble
- Hipòdrom de Barcelona. Can Tunis.

## Hipòdroms avui

### Hipòdroms de lesIlles Balears
- Hipòdrom de Son Pardo
- Hipòdrom de Maó

### Hipòdroms de Catalunya[1]
- Torre d'en Dolça (Vila-seca).
- Parc de la Resclosa (Bàscara).
- Pla del Roquillo (La Sénia).